# Stade Dynamo Lobanovski
Le stade Dynamo Lobanovski (en ukrainien : Стадіон Динамо імені Валерія Лобановського) ou le Lobanovsky Dynamo Stadium, est un stade multifonction de la ville de Kiev inauguré en 1934. Il est le stade du club de football Dynamo Kiev et anciennement de l'Arsenal Kiev (2001–2013).

## Description
Le nom du stade vient de l'ancien footballeur et entraîneur Valeri Lobanovski décédé en 2002.
La capacité est de 16 873 personnes (configuration football).
Un plan de construction est à l'étude pour atteindre 30 000 places, et afin d'ajouter un toit au-dessus des tribunes.

## Événements
- Finale de la Ligue des champions féminine de l'UEFA 2017-2018